# 三岳ゆうな
三岳 ゆうな（みたけ ゆうな、1990年3月30日 - ）は、日本のAV女優。ARMプロモーション所属。

## 略歴・人物
2020年8月にAVデビュー。
2023年12月4日週FANZA動画フロアランキングにて、同年9月に発売したシリーズ総集編作品『ホイホイfriends 06 素人ホイホイFriends・素人・ハメ撮り・ドキュメンタリー・個人撮影・巨乳・美乳・くびれ・飲酒・OL・ドM・セフレ・潮吹き・お漏らし・放尿・清楚・長身・お姉さん・美脚・コスプレ・電マ・筋肉・肉食』（素人ホイホイ/妄想族）が1位に急上昇した。
2025年2月10日週FANZA通販フロアランキングでは、出演した『MOODYZファン感謝祭 バコバコバスツアー2025 素人17名とAV女優17名の1泊2日大乱交 新世代AVオールスター覚醒！』が予約段階で初登場3位を記録。
趣味は運動、格闘技、読書。
AV男優のチャラス吉村は三岳の人物像を「目の前にオチ〇チンがあれば、何も言わずに触ってくるような人」と性に対しての野獣性を解説した。

## 作品

### アダルトDVD
- 田舎の農家にお見合い結婚で嫁いだ隠れ巨乳のボーイッシュ人妻(スケベ)AVデビュー はじめてイッたのにイッた直後も突かれまくり男優ピストンに完堕ちアクメ（8月13日、溜池ゴロー）
- イケメン美少女 カッコ良くて美しい― キレキレ美ボディのちょっと変わった女の子 AVデビュー（8月13日、E-BODY）
- 真っ赤なルージュがよく似合う めちゃめちゃイケてる人妻 三岳ゆうな AVデビュー!!（8月25日、マドンナ）
- スーツの下は絶品ボディー超イケメンショートカットお姉さん はじめてのナマ中出し（8月25日、本中）
- ナンパしたその日はハメない、後日再会してムチャクチャ中出しSEXした。（9月25日、ナンパJAPAN）※「アオイ」名義

- 人妻の花びらめくり（5月19日、人妻援護会）
- 憧れの女上司と（5月27日、タカラ映像）
- 帰ってきた息子は男の娘! 息子に興奮を覚える父と姉の近親相姦（9月17日、MBM）
- ロデオマシン ディルド騎乗位（9月21日、SEX Agent）
- えぇ!!!本当に男の娘! 冴月リンのナンパ中出し!（10月23日、ビッグモーカル）
- 巨乳格闘淫女中出し（12月12日、MDMA）※「西条あゆみ」名義
- デリヘル呼んだら会社の女上司が来た!! 日頃の逆襲ピストンで雌化する女部長!（12月17日、MBM）
- 巨乳の水泳講師妻（12月28日、豊彦）※「西仮屋千沙」名義

- プロ格闘家 ギャビ三岳マルシアAVデビュー! 精力絶マン200%!美獣BODY!! 性力旺盛ボイン&“立場逆転”汗だくファックガチイキ絶頂中出し 鍛え抜かれたキングオブアスリートセクシー美女!（1月4日、桃太郎映像出版）※「ギャビ三岳マルシア」名義
- 総合格闘技インストラクター裏の顔は欲求不満のドM人妻（1月27日、MERCURY）
- Infinity X 無差別級タイトルマッチ 01 渚みつきvs三岳ゆうな（2月11日、Infinity X）
- エロい身体なのにウブすぎる奥さんにいきなりチ○ポをぶち込んでみた!（2月15日、エマニエル）※「ゆうな」名義
- 巨乳ヒール女子プロレスラー真咲姫 バスト90cmGカップ 痛恨の危険日直撃!連姦中出しデスマッチ!! リングで初めて男と戦い発情!悔しい…でも感じちゃう!（2月23日、ROCKET）※「真咲姫」名義
- カスタムマッチ CATFIGHT 21（3月4日、バトル）
- カスタムマッチ CATFIGHT 22（3月11日、バトル）
- カスタムマッチ CATFIGHT 23（3月25日、バトル）
- ザ・バトルファッカー・プロレスリング VOL.5（4月1日、バトル）
- 長身スレンダ-限定 いい女しかいない銀座・恵比寿・表参道 人妻セレブナンパEX（4月8日、ホットエンターテイメント）
- いつも僕を性欲サンドバッグにするデカ尻強カワ女子格闘家の姉を絶倫童貞中出しピストンでめちゃくちゃイカせてこらしめた。（5月3日、LUNATICS）
- 妄想アイテム究極進化シリーズ 巨乳ヒール女子プロレスラー真咲姫の時間よ止まれ!（5月12日、ROCKET）※「真咲姫」名義
- 女帝シングルマザー総合格闘家REIRA 霊長類メス族最強 AV史上最も危険な女が、負けたら即レイプの壮絶な戦い 打・投・極デスマッチ（5月12日、サディスティックヴィレッジ）※「REIRA」名義
- 一般男女モニタリングAV×マジックミラー便コラボ企画 路上実験!“肉体労働の女はやっぱりエロい”という噂は本当か!? 現場で汗を流すガテン系女子にいきなりデカチン見せつけ! Mっ気を引き出す超羞恥ミッションで濡れだした汗だくオマ○コにデカチ○ポをねじ込まれ身体がのけぞるほどの激ピストンで連続本気イキ! 合計35回（5月17日、ディープス）※「みく」名義
- 妻に逃げられバツイチシングルファーザーになったボクにまさかのモテ期!?不憫な父子家庭に同情して何かと世話を焼いてくれる近所のママ友たちと真っ昼間から不倫にハマってしまった vol.16（5月24日、UMANAMI）
- 会社員の人必見! 終電逃した女子社員とまさかのSEXチャンス!? 親切心で家に泊めたら神エロ展開!? 添い寝だけのはずがお互いちょっかい出し合い気づけばパンツが濡れ濡れ! 中出し許す本気になる人妻。 4（5月28日、ビッグモーカル）
- 遺産目当てでドンファンと結婚した妻の浅はかすぎたもくろみ（5月31日、マザー）
- 美しき女マッスル捜査官 媚薬アクメに堕ちる! 孕ませ!輪姦!快楽拷問! 淫謀の媚薬シンジゲート（6月21日、エムズビデオグループ）※「YUNA」名義
- 素人美女ナンパGET!! No.231 美女が野獣 セクシャル・アンド・ザ・シティ編（8月2日、桃太郎映像出版）
- 監禁!拷問!調教!絶叫!絶頂! 強制絶頂絶叫拷問調教 強制絶頂エリート潜入捜査官 淫覚屈強BODY無限快楽発狂処刑（8月23日、AVS Collector's）
- セックスよりも気持ちいい 骨までしゃぶる濃厚くちパコ艶女9人（9月6日、桃太郎映像出版）
- 投稿実話 妻がまわされた 19 〜負けず嫌い格闘家妻の悲劇〜（9月13日、ながえスタイル）
- マジックミラー号ハードボイルド 真夏のビーチ!ビキニ映えギャル限定 勝ったら賞金10万円 負けたら“待ったなし”即ハメ中出し野球拳! 水着ごしに分かるエチエチおっぱいと真夏のガード緩めな膣粘膜を賭けてアウト!セーフ!ヨヨイのヨイ〜～♪ 脱ぐもの無くなったらエチエチ切り札が使える!?（9月22日、サディスティックヴィレッジ）※「ゆうか」名義
- 私に精液かけて下さい ツン強めの素人オンナをデレハメ倒す【個人撮影】3連発（9月24日、ビッグモーカル）
- 【野外×ケダモノFUCK】極限状態に追い込まれた脱獄犯に逆レイプ中出し強要された僕は… 受刑者:三岳ゆうな（10月18日、山と空）
- これは無自覚!?それともワザと!!? 隣人のタイトワンピからまさかの透けパン丸見え!! ちょ〜ガン見しているのがバレてしまったボクは、性欲剥き出しの美尻奥さんに（11月4日、BANG!!）

- 僕の調○済み性処理人形お譲りします! 5～SMバージョン 三岳ゆうな（4月25日、セレブの友）
- GIN GIRA GAL 強靱デスパンチ エンジェル!! 極めテクで連続絶頂×全てのザーメンを吸引スプラッシュ×ブレイキングファック デスマッチ!!（6月6日、桃太郎映像出版）※「ギャビ三岳マルシア」名義
- 熟年同窓会～30年振りに再会したクラスのマドンナに媚薬を盛って海老反りセックス～（8月18日、MBM）
- 濡れてテカってピッタリ密着 神競泳水着 可愛い女子の競泳水着姿をじっとりと堪能! 着替え○撮から始まり貧乳から巨乳にパイパン、ハミ毛、ジョリワキ等のフェチ接写やローションソーププレイや競泳水着ぶっかけ等を完全着衣で楽しむAV（11月9日、	親父の個撮）
- 潜入捜査官、堕ちるまで… 失禁アナルファイター（12月5日、アタッカーズ）
- 生姦Queen 三岳ゆうな（12月19日、ミル）

- 夫の目の前で犯されて― 不倫妻の絶頂（1月2日、アタッカーズ）
- タイパ不倫 夫の夜勤中、ホテルにセフレ達を呼び出して夕方から夜明け迄にかけ効率よく性処理する絶倫セレブ妻（出された精子は必ず全部ごっくん）（8月22日、YONAKA）
- 輪姦計画 美人秘書編（9月3日、アタッカーズ）
- 寝取らせアナル承諾 イキたがりなダメな妻ですが本日2穴家畜してきます…主婦・三岳ゆうな(仮名) （9月3日、山と空/妄想族）
- 堕ちマゾ生活から逃げてきた訳あり美女の末路 三岳ゆうな（10月31日、パープルジャム）
- 俺の通うジムであったバキバキ腹筋のエロい痴女に騎乗された話（11月1日、NANA）
- 性感暴発エビ反りアクメサロン（11月4日、ワープエンタテインメント）[5]
- ガテン女上司と突然の豪雨で現場から帰れなくなり…カラダを温めあううち色っぽい濡れ髪濡れ肌に理性爆発ワゴン車が揺れるほどカーセク中出ししまくった（11月12日、アリスJAPAN）
- 生姦Queen アメイジングII（11月19日、ミル）
- 友達の彼女（ドS）におもちゃのようにち●こ弄ばれ手コキでお仕置きされた僕。2（12月6日、LEO）他出演：天月あず、本田もも
- ギャルザップ デカ尻トレーナーが自慢のキツマンで1敵残らず搾り取る鬼しごきトレーニングジム（12月12日、電脳ラスプーチン）共演：乙アリス
- セックス格闘家 地上最強の鉄マン女（12月17日、ドグマ）

- 関西発!! これが噂のマイクロビキニ専門メンズエステ!!（1月8日、LEO）他出演：月野かすみ、橘京花
- 筋肉美女の最強マッスルレズビアン!!  バリキレ腹筋＆デカ尻＆大量潮吹き…体液ミックスエンドレスエクスタシー!! （1月21日、溜池ゴロー）
- 「私、聞いてません!」全シーン即ハメ倒す! 最狂性獣「三岳ゆうな」ノンストップ! 120分!（1月28日、セレブの友）
- いちゃラブ密着特濃せっくちゅ 憧れの三岳ゆうなを独占した一夜。（2月4日、桃太郎映像出版）
- 近所の欲求不満な発情妻に勃起●を飲まされて、いきなりしゃぶられて2回連続で発射させられて、中出しで筆おろしまでされてしまった僕。2（2月7日、LEO）共演：大槻ひびき、月野かすみ
- ママ友に誘われたマッチングアプリで、‘推しの年下’を一緒に甘く飼い慣らす。（2月11日、マドンナ）共演：橘メアリー
- 元ヤン巨乳ドボジョの鍛え上げられた腹筋を痙攣させ水溜まりが出来るまで潮吹きレイプ（2月11日、ケイ・エム・プロデュース）
- ブーツのお姉さんにしゃぶってもらいたい! フェラチオ好きのブーツ女子12名（2月18日、有閑ミセス/エマニエル）他出演：伊東沙蘭、波多野結衣、浜崎真緒、二宮和香、橘京花、森沢かな、黒木奈美、楽園ミナ、天宮かすみ、篠宮ねね、白石もも
- ド淫乱な潮吹き日焼けギャルと丸一日とびっこ海デート（2月25日、セレブの友）
- 絶倫お姉さんとざぁ～こおち〇ぽくん。エグすぎる暴走性欲で男を喰い物にするヤリマンお姉さんの日常（3月4日、桃太郎映像出版）
- ギャル拘束逝かせアメイジング（3月18日、ミル）他出演：蘭華、乙アリス、新村あかり、月野かすみ
- MOODYZファン感謝祭 バコバコバスツアー2025 素人17名とAV女優17名の1泊2日大乱交 新世代AVオールスター覚醒!（3月18日、MOODYZ）
- 褐色の淫乱奥様（3月20日、センタービレッジ）
- 秘書in...（脅迫スイートルーム）（4月5日、ドリームチケット）
- 突然の豪雨。玄関先にびしょ濡れで下着スケスケの美女が立っていた。2（4月10日、LEO）他出演：岬さくら、沙月ふみの
- 【絶倫スレンダー】×【マ○コバカ潮吹き】 頭がからっぽになるくらい激しいSEXがしたい淫乱ビッチ! オナホみたいに雑に扱われて大興奮! ドM妻の本能が覚醒してクレイジー潮吹きで大絶頂!! アラサー妻2人目 ゆうなさん（31歳）（4月15日、溜池ゴロー）
- 常夏沖縄でなんだか開放的な気分!! 水着のままでOK!! Vラインギリギリマッサージで困惑!? 3（5月8日、セレブの友）他出演：結月りあ、美波汐里
- 年中無休で発情するイカれたド淫乱性獣ギャル（5月13日、セレブの友）
- ケツ穴のシワまで丸見えにして、アナタだけに見せつけるオナニーで激イキする15人の女たち! vol.5（5月13日、セレブの友）
- 兄弟2人暮らしハウスでお風呂上がりの兄の巨乳セフレとばったり遭遇! 互いに驚きつつも神ボディを見て超勃起!! それ見てムラついた女からの即パイズリ→生ピストンで我慢できずに中出し!!（5月13日、ケイ・エム・プロデュース）他出演：弥生みづき、真木今日子
- 【3.1次元】AI美人格闘家 浅倉まいな AVデビュー（5月22日、ノースキンズ）
- 産婦人科痴●!! 26何も知らない若妻に治療と称して中出しまでっ!!（6月6日、LEO）他出演：沙月ふみの、結月りあ
- 絶対マネしちゃいけないHowTo Vol.01（6月20日、プレステージ）他出演：望月あやか、本田瞳
- クソマゾ淫語（6月24日、グローリークエスト）
- 素人人妻をタイ古式マッサージの無料体験と偽り騙して癒して中出ししちゃいました 素人人妻4人GET!!!（7月26日、ビッグモーカル）他出演：月野かすみ、本田かなの、よしい美希
- ヌキなし健全店の裏側で生ハメ中出しを求める発情セラピスト 南麻布某高級メンズエステ盗撮（8月5日、変態紳士倶楽部）他出演：美園和花、橘メアリー、白橋りほ
- 美女のワキ観察（8月21日予定、ビッグモーカル）他出演：弥生みづき、秋月まりな、佐藤ののか、多田有花、有村のぞみ
- マジックミラーパネル キメセクNTR鑑賞with旦那 媚薬でエロス覚醒…チ〇ポ完堕ち人妻マ〇コ 旦那の前で容赦なく中出し! 潮吹きアクメが止まらなくなってしまった奥様3人収録（8月23日予定、ビッグモーカル）他出演：美丘さとみ、田中ねね
- 汗だく性欲まみれ痴女! 脱獄犯に強制中出しで犯されちゃったボク… 13（8月26日予定、痴女ヘブン）
- 寝取りレズエステ こっそり施術タオルの中で指を挿れられ夫に言えず腰を浮かせレズイキしまくる巨尻妻（9月11日予定、ナチュラルハイ）他出演：水端あさみ、美咲かんな、流川莉央
- MOODYZファン感謝祭バコバコバスツアー2025 完全版 バコバス11時間＋うらバコ4時間＋未公開シーン収録17時間（9月16日予定、MOODYZ）

### アダルトVR
- 女性用風俗でサクヌキする女たち 〜健康第一人妻のスポーツ感覚オナニーセックス〜（8月6日、CASANOVA）
- はじめまして。手コキ研究家の三岳ゆうなです。よろしくお願いします。（8月20日、CASANOVA）
- 美乳に巨乳に柔乳に いろんなおっぱいを無心でイジり観察するVR（9月24日、CASANOVA）
- 口マ○コ、観察。（12月3日、CASANOVA）

- ワキガン見（1月21日、CASANOVA）
- ジムに来た欲求不満そうな人妻に痴漢した結果、金玉蹴りまくられた上にめちゃくちゃ犯された（3月18日、CASANOVA）
- 【オレっ娘VR】「妹に手ぇ出すんじゃねぇ!」 最高のカラダを僕好みに開発したら完全にメス堕ち【超肉感特化生贄奉仕】（8月23日、レディダンディVR）

- シンプルにヌケるが一番! 誘惑のボディーパーツを見抜けるVR。変態痴女編!（3月15日、MILU VR）
- 【エグイ8K】最高筋肉質なエロボディは【超肉感特化】エロ偏差値高めの証でヌルヌルテカテカで何度も何度もザーメンを絞り取り求めあう…（4月18日、 肉きゅんパラダイスVR）
- その鍛え上げられた褐色ボディを絡ませ僕の悩みを股間から吸い出す精神科の巨乳女医 （5月11日、KMPVR-彩-）
- 【超肉感追尾特化】イケイケ泥酔ギャルに逆ナンされて夜が明けるまで何度も何度も【激イキ! 潮吹き!! 汗だく!!!】カーセックス!!（5月16日、肉きゅんパラダイスVR）
- 【8K】「SEX が上手になって、もっとエロが好きになる!」巨乳フィットネスインストラクターが教えるチ●ポを鍛えるトレーニング動画【女性を絶頂させる早漏改善編】（12月12日、SODクリエイト）

- 結婚して3年、倦怠期で溜まった抑えきれない性欲を身勝手なマッスル杭打ち騎乗位で発散する義姉のビキニFITNESSモデル（4月21日、KMPVR-彩-）
- 女性パーソナルトレーナーの密着スクワット指導で迫り来るデカ尻誘惑に勃起がおさまらずケツ穴モロ出し杭打ち騎乗位で何発も搾り取られる汗だく汁だく下半身強化トレーニング（5月31日、アリスJAPAN）
- 馬乗りフェラ顔射VR 見下ろし顔面特化アングルで口マ〇コじゅぽじゅぽピストンされ苦悶の美マゾ顔に大量ザーメンぶちまける征服感MAX体験（7月31日予定、アリスJAPAN）他出演：倉木しおり、清巳れの、宮城りえ、秋元さちか、花衣つばき

### ネット配信
- No.1087 米山 ゆうな（12月24日、舞ワイフ）

- No.1106 米山 ゆうな（3月2日、舞ワイフ）
- 冴月リン 男の娘逆ナンパ! 【女性ナンパ編】（9月3日、はーふちゃん）
- 【RI〇IN出場目前】心斎橋史上最強の人妻登場!!美人女子総合格闘家妻、コーチとの浮気映像流出!!筋肉質美ボディ巨乳妻の汗だく汁だくマッスル中出し浮気ファック!!（10月6日、心斎橋ハードコア）※「YUNA」名義
- 【クセ強女#019】ガチレズイケメンバーテン28歳 人生初の男でM開花!!オモチャでチンポでイキまくり中出し懇願孕ませ調教♡（10月24日、ビーストたけし）※「アオイ」名義

- ゆな（1月10日、ハメドリネットワークSecondEdition）
- うなじの綺麗な浴衣美人を性感マッサージでとことんイカセてみた（2月18日、パラダイステレビ）
- ゆうな（4月22日、中出しシロウト）
- れいら（5月6日、#素人裏アカウント ちょっぴり激しいの好き）
- 【初撮り】【長身】筋トレ大好きのガッチリ体型女子、その身体を活かして男を攻めにかかるのかと思いきや意外とMっ子?おっぱいをぎゅっと鷲掴みにして乳首を吸ったり、セックス中強めに乳首をつねったりといやらしいおねだりばかり……! ネットでAV応募→AV体験撮影 1854（6月17日、シロウトTV）
- セレブ美人若妻をナンパで連れ込み! 三岳ゆうな25歳（7月1日、海亀）
- 女の子にモテまくりショートカットボーイッシュ 初生セックスで性の悦びを知る淫乱ドMガチレズバーテンダー アオイさん28歳（7月2日、あいすまん）※「アオイ」名義
- 百戦錬磨のナンパ師のヤリ部屋で、連れ込みSEX隠し撮り 256 引き締まったボディで長身で巨乳!抜群のスタイルを誇る筋トレ女子を家に連れ込み!鍛えた体は超敏感!だけどちょっぴりM気質…仰け反り+痙攣!気持ちよさそうな姿は隠しカメラでREC!（8月4日、ナンパTV）
- 幼稚園に子供を送った後のママさんは帰ってオナニーするに違いないのでナンパすれば結構ヤレる 3（8月12日、パラダイステレビ）
- リフレの面接に来た女の子に実践指導! 三岳ゆうな 25歳（9月1日、ビッグモーカル）
- ラグジュTV 1606 『ドSな人に追い込まれるのが好きなんです…』クールなルックスのドM美女が登場!長身美脚のラウンドガールが初めてのオモチャ責めに悶絶!敏感すぎる乳首を弄られ恍惚の表情を浮かべながら、巨根の刺激によいしれる!（9月2日、ラグジュTV）※「長谷川莉子」名義
- ゆうな（9月16日、錦糸町投稿倶楽部）
- 真夏のビーチ!ビキニ映えギャル限定 勝ったら賞金10万円 負けたら“待ったなし”即ハメ中出し野球拳! 水着ごしに分かるエチエチおっぱいと真夏のガード緩めな膣粘膜を賭けてアウト!セーフ!ヨヨイのヨイ〜♪ 撮って出しマジックミラー号 〜ゆうか編〜（9月22日、サディスティックヴィレッジ）

- 【ステゴロ最強美女】余分な前説、ヌルい前戯、一切無し!! イキなりフルスロットルで、格闘技歴5年の腹筋美女をイカせまくるッ!!! 好みの男を見かけると技をかけたくなる、謎の格闘女子が登場!! 張りのある超美乳と6パックが美しい!! 屈強な男優が全員逃げ出す異常事態!! 最強美女がイキまくる衝撃9Pセックス60分一本勝負が観れるのは「シロウト・ストロング」だけ!!!（6月21日、DIEGO）

- 【絶倫っ 淫ファイター!!】「試合決定で♪」格闘技で鍛え上げられた神ボディ! 打投極揃った超本格派! なのに恥ずかしがり屋でMっ気アリのギャップが堪らない巨乳美女と汗だくガチンコSEX…!!【スポえろジャーニー 31人目 リオンちゃん】（1月24日、Jackson）
- 【キックボクシングで鍛え上げられたGカップ美ボディ】「デカチンしか興味なし!」男を見下し調子に乗ってる腹筋自慢の裏垢女子を男4人で乱交フルボッコ!!【裏垢女子をコテンパン】（1月31日、まんまんランド ）※「つくも」名義
- 【フィジカル最強、マ●コは最弱。】男の匂いで潮吹く!? 神BODYトレーナー登場!!! 本日のイチオシはジム中にも着用していたカ●バンク●インの上下セット。汗の匂いがサイコーです。引き締まった腹筋にブルンブルンのおっぱい…(拝)ツンケンしてたくせにチ●ポ見たら豹変。とんでもなく乱れて腰振ってますけど…なんですかそれは? ツンデレってやつですか? 相当男好きのようでオッサンのパンツの匂い嗅いだだけで潮吹いてますたwwwホント雑魚マンすぎて…最高っす。（5月6日、えちサポ）
- @Yunachan_xxx（5月28日、HamechinTV）
- ゆうな（5月31日、素人プカプカ）
- 美竹（6月21日、素人盗撮倶楽部）
- ユナ（7月13日、素人ホイホイ）
- 絶頂中に音速ピストンで逝きじゃくる失神突き中出し性交（8月2日、BonキュンBon）
- yuna（8月13日、人妻空蝉橋）
- ゆうなちゃん（8月16日、しろうとガチャ）
- RIHO＆UTA（9月20日、GALちゃん。）共演：水川潤
- 人並外れたデカチンで超絶倫！規格外のサイズを見せつけると雌堕ちする妻たちの物語（10月8日、ZOOO）他出演：最上さゆき、沢田麗奈
- 【大人の背徳ランジェリー性交】【褐色美身の淫乱妻】【無限潮吹き3P×中出し4回!】真性のドスケベ淫乱妻大降臨!! 旦那と週3セックス、セフレも二人いるけど全然物足りないんです‥! 開始即息を荒げてメス顔大発情。デっカい声で喘ぎながら狂ったようにイキまくり!! 無限に大量潮吹き!!! 超肉欲ハード3P大開幕!!!【人妻ランジェリーナ 7人目 美佳さん】（10月21日、Jackson）
- 人妻さん 045（10月25日、人妻さん）
- 完堕ちマゾ生活から逃げてきた訳あり美女の末路（10月31日、パープルジャム）
- 俺の通うジムであったバキバキ腹筋のエロい痴女に騎乗された話（11月1日、NANA）
- （仮）暗黒105さん（11月8日、暗黒）
- 大宮駅前ナンパちょろい説（12月6日、NANA）
- yuna2（12月10日、人妻空蝉橋）
- 格闘家36歳01（12月27日、やみつき熟女）
- 格闘家36歳02（12月27日、やみつき熟女）

- ゆうな（1月19日、オモチカエリ）
- 最強ビッチ大集合! 数珠つなぎ乱交SEXパーティーvol.76「お姉さんよりエッチな友達紹介してもらえますか」（1月23日、木曜から乱交）
- 人妻さん 051（2月1日、人妻さん）共演：田原凛花
- ユイ（2月10日、素人ギャラリー）
- ユイ クローゼット監禁飼育女（2月10日、ギャラリー）
- 人妻とカーセックス@ゆうな（2月10日、北池袋盗撮倶楽部）
- ゆうな（2月10日、人妻空蝉橋）
- 「義父さんとの妊活よりイイ」褐色美女ひかるさん(32)の淫乱精子提供! 引き締まったボディが繰り出す潮の爆連射!（2月13日、DOC）
- 命を懸けてイキまくる「絶頂ソルジャー」三岳ゆうなが身体を張って教える、最高に抜けるHowTo SEX!!「ヤリ過ぎて地元を出禁になった」「セックスに愛は邪魔」「正直マ◯コが馬鹿になってる」と語る孤高のド変態が送る、地獄まで片道切符・特攻セックスの流儀とは!!??（2月18日、DIEGO）
- 潮狂い淫乱妻の搾精SEX ドラレコ盗撮 人妻編（2月22日、INITIUM）
- 淫獣暴走 24時間下品なSEX 筋肉×肉感×肉食（2月22日、INITIUM）
- ユナ（2月24日、素人ギャラリー）
- ユナ ボクのセフレを紹介します（2月25日、ギャラリー）
- ユナ(30) 素人ホイホイ・素人ホイホイペット・素人・巨乳・Gカップ・セフレ・ 放尿・お漏らし・とびっこ・野外・羞恥・おもちゃ・コスプレ・ハメ撮り（2月26日、素人ホイホイ）
- 引き締まった腹筋が美しいガテン系人妻の湯上がり濡れ髪濡れ肌姿に欲情して不倫性交しまくった夜明けの混浴温泉（3月14日、アリスJAPAN）
- NTRドッキリ企画! マジックミラーパネルPart2 災害級潮吹き性獣襲来 旦那にすべてを覗かれていると知らずに媚薬のせいで奥様が爆イキ中 突如ご対面させたらどうなるの!?（3月22日、INITIUM）
- ユキナ（3月25日、素人ギャラリー）
- （仮）暗黒114さん（3月28日、暗黒）
- 闇姦@ユウナ（4月7日、北池袋盗撮倶楽部）※「闇姦@ユウナ（30）」名義
- 熟女同窓会! 憧れの同級生や先生と甘い一夜を過ごす! ドラマ3選! （4月9日、ZOOO）
- ゆうちゃん（4月26日、ハメプラ!）
- Yさん（5月4日、ゲリラ）
- 時を止める女@ゆうな（5月9日、嗚呼、妄想）
- 人妻とマッサージ@ゆうな（5月9日、北池袋盗撮倶楽部）
- 普段からエロい投稿をしまくって性欲が凄すぎると思われる調子乗ったSNSフォロワー数1万人超えの美女たちを強めなドッキリ？大乱交で本当にエロいのか試してみましたw（5月23日、素人Pro）他出演：皇ゆず、上坂めい、咲野瑞希
- タイ古式マッサージで野獣覚醒! スタイル抜群な人妻（32歳）を騙すつもりが逆に痴女られ怒涛の潮吹き! 逆顔射!? テカテカオイルの巨乳を振り乱し巨尻を跳ね上げる超淫乱中出しSEX!（5月24日、INITIUM）
- 「ウフフ! 時間を止めたらSEXし放題じゃん!」謎の砂時計により時間を止められる力を得た痴女OLゆうな。（5月24日、INITIUM）
- たけちゃん＆まこちゃん（6月27日、ハーレムジャーニー）共演：ちゃんよた
- 素人パンチラ in 自宅で個人撮影会vol.95! 清楚系もギャルもみんなまとめて暑い夏を満喫しまくるセクシー気温40度超えハッピーセクハラ撮影会!!（6月27日、HMN WORKS）他出演：渚まみ、百合川みお、もなみ鈴
- ゆきな（7月12日、HMN WORKS SecondEdition）※「ゆきな（32）」名義
- 【寝取られ依頼承ります】フィジカル最強ジムトレーナー人妻32歳。アドレナリンMAXマッスルクレイジーファックでイキッパ吹きっぱNTRパワーファック!!（7月13日、HMN WORKS）
- ゆうな（7月26日、独占ちゃん）
- レ〆プはお金のかからない最高の風俗 連れ込み押し込み強姦 潮吹き美人とド派手巨乳と豊満爆乳の3名（8月23日予定、ビッグモーカル）他出演：田中ねね、桜和ことこ

### デジタル写真集
2022年
- 【FANZA限定版】 熟女デリヘル呼んだら会社の女上司だった。（2月16日、ピンク倶楽部）
- 潮騒が聞こえる場所 【ヌード写真集】（6月10日、プレステージ出版）
- 潮騒が聞こえる場所 【グラビア写真集】（6月10日、プレステージ出版）
- 絶対的格闘技ポーズ集 【ヌードポーズ写真集】（8月12日、プレステージ出版）
- 絶対的スーパーナチュラルポーズブック 【ヌードポーズ写真集】（9月23日、プレステージ出版）

2023年
- 絶対的透け透けテカテカポーズブック（4月21日、プレステージ出版）

### オリジナルビデオ
- スーパーヒロイン絶体絶命!! vol. 90 ミズ・マーヴェラス（2023年2月10日、GIGA）
- 美聖女仮面フォンテーヌ ～暴かれた真実、恥辱レポートD～（2023年3月10日、GIGA）共演：兼咲みゆ